# Mirentxu Loiarte
Mirentxu Loiarte Esparza, també coneguda com Mirentxu Loxarte (Pamplona, 1938) és la primera directora de cinema basca. Compromesa amb el cinema com a eina política i cultural va realitzar un curt i un documental. Pròxima al moviment abertzale, en els anys 80 es va exiliar i va posar fi a la seva carrera com a cineasta.

## Trajectòria
Va estudiar en el Conservatori del Cinema Francès i va formar part del moviment que va iniciar la producció cinematogràfica basca a partir dels 60 i que va tenir com a punt de partida Ama Lur (1968) de Fernando Larruquert i Néstor Basterretxea, acompanyant les reivindicacions polítiques i lingüístiques. Van ser els primers passos de Iñaki Núñez, Iñigo Silva, Javier Rebollo, Juan Ortuoste o Imanol Uribe al costat de la pròpia Loiarte.
| «                                                          | «En la nostra "resistència cultural" hi ha un punt quasi-marginat: el cinema. I no obstant això no és necessari elaborar cap pamflet per a convèncer de la seva vital importància (...) nosaltres necessitem aquest arma» | » |
| — Declaració de Loiarte a la revista Punto y Hora el 1977. | |   |

## Obra
La seva primera obra és el curtmetratge, Irrintzi (1978), versió filmada d'un text de Luis Iturri en la qual, barrejant fotografies de la realitat basca al carrer i actuacions de coreografia en un escenari denuncia la repressió al poble basc, i que va rebre el Premi Especial de Qualitat de la Direcció General de Cinematografia Espanyola. Va ser també un dels primers treballs com a actriu de Mariví Bilbao. En el curt va participar com a director de fotografia Javier Aguirresarobe que posteriorment seria un dels especialistes més premiats del cinema basc i que també va ser el director de fotografia del seu segon treball, el documental Ikuska 12 (1981) en el qual quatre dones del País Basc parlen sobre la seva situació. Va ser l'últim dels seus treballs cinematogràfics. Després per causes polítiques va haver d'abandonar el País Basc cap a Veneçuela amb el seu marit José Antonio Urbiola, encara que ha seguit vinculada amb l'àmbit de la cultura.

## Filmografia
- 1978 Irrintzi (curt)
- 1981 Ikuska 12 (Euskal Emakumeak)

## Premis
- 1978 Premi especial de qualitat de la Direcció General de Cinematografia Espanyola per Irrintzi

## Documental
- En 2017 es va estrenar el documental Irrintziaren oihartzunak dirigit per Iratxe Fresneda recuperant la trajectòria de Loiarte.[9]